# Dendrophthoe carinata
Dendrophthoe carinata là một loài thực vật có hoa trong họ Loranthaceae. Loài này được Danser mô tả khoa học đầu tiên năm 1931.